# Saison 2015-2016 des Nuggets de Denver
La saison 2015-2016 des Nuggets de Denver est la 40e saison de la franchise en National Basketball Association (NBA).

## Draft
| Tour | Choix | Joueur           | Poste | Nationalité | Provenance                |
| ---- | ----- | ---------------- | ----- | ----------- | ------------------------- |
| 1    | 7     | Emmanuel Mudiay  | PG    | États-Unis  | Guangdong Southern Tigers |
| 2    | 57    | Nikola Radičević | PG    | Serbie      | CDB Séville               |

## Pré-saison
| Pré-saison Total: 4-1 (Domicile : 2-0 ; Extérieur : 2-1) |

| Match | Date match | Équipe          | Score     | Meilleur marqueur      | Meilleur rebondeur     | Meilleur passeur      | Lieux Spectateurs               | Série |
| ----- | ---------- | --------------- | --------- | ---------------------- | ---------------------- | --------------------- | ------------------------------- | ----- |
| 1     | 2 octobre  | @ L.A Clippers  | D 96-103  | Joffrey Lauvergne (16) | Will Barton (13)       | Jameer Nelson (7)     | Staples Center 14 246           | 0 - 1 |
| 2     | 6 octobre  | @ Dallas        | V 96-86   | Emmanuel Mudiay (17)   | Joffrey Lauvergne (14) | Gallinari, Mudiay (5) | American Airlines Center 17 038 | 1 - 1 |
| 3     | 8 octobre  | Chicago         | V 112-94  | Joffrey Lauvergne (18) | Joffrey Lauvergne (8)  | Mudiay, Nelson (7)    | Coors Event Center 5 305        | 2 - 1 |
| 4     | 13 octobre | @ Golden State  | V 114-103 | Kenneth Faried (22)    | Kenneth Faried (12)    | Emmanuel Mudiay (9)   | Oracle Arena 19 596             | 3 - 1 |
| 5     | 16 octobre | Phoenix         | V 106-81  | Barton, Jokić (19)     | Wilson Chandler (19)   | Jameer Nelson (12)    | Pepsi Center 8 552              | 4 - 1 |
| 6     | 18 octobre | @ Oklahoma City |           |                        |                        |                       | Chesapeake Energy Arena         | -     |
| 7     | 22 octobre | @ Utah          |           |                        |                        |                       | EnergySolutions Arena           | -     |

## Saison régulière
| Saison régulière Total: 1-0 (Domicile : 0-0 ; Extérieur : 1-0) |

| Match | Date match | Équipe    | Score    | Meilleur marqueur     | Meilleur rebondeur | Meilleur passeur    | Lieux Spectateurs    | Série |
| ----- | ---------- | --------- | -------- | --------------------- | ------------------ | ------------------- | -------------------- | ----- |
| 1     | 28 octobre | @ Houston | V 105-85 | Danilo Gallinari (23) | Kenneth Faried (9) | Emmanuel Mudiay (9) | Toyota Center 18 240 | 1 - 0 |
| 2     | 30 octobre | Minnesota |          |                       |                    |                     | Pepsi Center         | -     |

## Confrontations
| Conférence Est      | Conférence Est                               | Conférence Est                               | Conférence Ouest                             | Conférence Ouest                             | Conférence Ouest                             | Conférence Ouest                             | Conférence Ouest                             |
| Division Atlantique | Division Atlantique                          | Division Atlantique                          | Division Nord-Ouest                          | Division Nord-Ouest                          | Division Nord-Ouest                          | Division Nord-Ouest                          | Division Nord-Ouest                          |
| Équipe              | Domicile                                     | Extérieur                                    | Équipe                                       | Domicile                                     | Domicile                                     | Extérieur                                    | Extérieur                                    |
| ------------------- | -------------------------------------------- | -------------------------------------------- | -------------------------------------------- | -------------------------------------------- | -------------------------------------------- | -------------------------------------------- | -------------------------------------------- |
| Boston              | 101-121                                      | 103-111                                      |                                              |                                              |                                              |                                              |                                              |
| Brooklyn            | 120-121 (OT)                                 | 104-105                                      | Minnesota                                    | 78-95                                        | 111-108 (OT)                                 | 112-100                                      | 78-74                                        |
| New York            | 110-94                                       | 101-96                                       | Oklahoma City                                | 104-110                                      | 102-124                                      | 93-117                                       | 112-122                                      |
| Philadelphie        | 104-103                                      | 108-105                                      | Portland                                     | 108-104                                      | 106-112                                      | 103-110                                      | 99-107                                       |
| Toronto             | 112-93                                       | 106-105                                      | Utah                                         | 84-96                                        | 84-100                                       | 88-97                                        | 81-85                                        |
|                     | 3–2                                          | 3–2                                          |                                              | 2–6                                          | 2–6                                          | 2–6                                          | 2–6                                          |
| Division            | 6–4                                          | 6–4                                          | Division                                     | 4–12                                         | 4–12                                         | 4–12                                         | 4–12                                         |
| Division Atlantique | Division Atlantique                          | Division Atlantique                          | Division Nord-Ouest                          | Division Nord-Ouest                          | Division Nord-Ouest                          | Division Nord-Ouest                          | Division Nord-Ouest                          |
| Équipe              | Domicile                                     | Extérieur                                    | Équipe                                       | Domicile                                     | Domicile                                     | Extérieur                                    | Extérieur                                    |
| Chicago             | 115-110                                      | 90-99                                        | Golden State                                 | 105-118                                      | 112-110                                      | 104-119                                      | 108-111 (OT)                                 |
| Cleveland           | 87-93                                        | 91-124                                       | L.A. Clippers                                | 94-111                                       |                                              | 87-81                                        | 90-105                                       |
| Detroit             | 104-101                                      | 103-92                                       | L.A. Lakers                                  | 107-111                                      | 117-107                                      | 120-109                                      | 116-105                                      |
| Indiana             | 129-126                                      | 105-109 (OT)                                 | Phoenix                                      | 107-114                                      | 116-98                                       | 81-105                                       | 104-96                                       |
| Milwaukee           | 103-102                                      | 74-92                                        | Sacramento                                   | 110-114                                      | 106-115                                      | 110-116                                      |                                              |
|                     | 4–1                                          | 1–4                                          |                                              | 3-6                                          | 3-6                                          | 4–5                                          | 4–5                                          |
| Division            | 5–5                                          | 5–5                                          | Division                                     | 7–11                                         | 7–11                                         | 7–11                                         | 7–11                                         |
| Division Sud-Est    | Division Sud-Est                             | Division Sud-Est                             | Division Sud-Ouest                           | Division Sud-Ouest                           | Division Sud-Ouest                           | Division Sud-Ouest                           | Division Sud-Ouest                           |
| Équipe              | Domicile                                     | Extérieur                                    | Équipe                                       | Domicile                                     | Domicile                                     | Extérieur                                    | Extérieur                                    |
| Atlanta             | 105-119                                      | 96-116                                       | Dallas                                       | 116-114 (OT)                                 | 88-97                                        | 81-92                                        | 116-122 (OT)                                 |
| Charlotte           | 95-92                                        | 101-93                                       | Houston                                      | 107-98                                       | 114-108                                      | 105-85                                       |                                              |
| Miami               | 95-98                                        | 119-124                                      | Memphis                                      | 101-102                                      | 96-103                                       | 84-91                                        | 109-105                                      |
| Orlando             | 74-85                                        | 110-116                                      | New Orleans                                  | 125-130                                      |                                              | 115-98                                       | 95-101                                       |
| Washington          | 116-100                                      | 117-113                                      | San Antonio                                  | 80-91                                        | 102-98                                       | 98-109                                       | 86-101                                       |
|                     | 2–3                                          | 2–3                                          |                                              | 4–5                                          | 4–5                                          | 3–6                                          | 3–6                                          |
| Division            | 4-6                                          | 4-6                                          | Division                                     | 7-11                                         | 7-11                                         | 7-11                                         | 7-11                                         |
| Conférence          | 15–15 (Domicile : 9–6 ; Extérieur : 6–9)     | 15–15 (Domicile : 9–6 ; Extérieur : 6–9)     | Conférence                                   | 18-34 (Domicile : 9–17 ; Extérieur : 9–17)   | 18-34 (Domicile : 9–17 ; Extérieur : 9–17)   | 18-34 (Domicile : 9–17 ; Extérieur : 9–17)   | 18-34 (Domicile : 9–17 ; Extérieur : 9–17)   |
| Total               | 33-49 (Domicile : 18–23 ; Extérieur : 15–26) | 33-49 (Domicile : 18–23 ; Extérieur : 15–26) | 33-49 (Domicile : 18–23 ; Extérieur : 15–26) | 33-49 (Domicile : 18–23 ; Extérieur : 15–26) | 33-49 (Domicile : 18–23 ; Extérieur : 15–26) | 33-49 (Domicile : 18–23 ; Extérieur : 15–26) | 33-49 (Domicile : 18–23 ; Extérieur : 15–26) |

## Effectif actuel
| Nuggets de Denver Effectif actuel |    |                                  |                   |                      |
| Entraîneur : Michael Malone       |    |                                  |                   |                      |
| Ailier fort                       | 00 | Drapeau des États-Unis           | Darrell Arthur    | Kansas               |
| Meneur                            | —  | Drapeau des États-Unis           | D. J. Augustin    | Texas                |
| Arrière                           | 5  | Drapeau des États-Unis           | Will Barton       | Memphis              |
| Ailier, Arrière                   | 21 | Drapeau des États-Unis           | Wilson Chandler   | DePaul               |
| Ailier fort                       | 35 | Drapeau des États-Unis           | Kenneth Faried    | Morehead State       |
| Ailier                            | 8  | Drapeau de l'Italie              | Danilo Gallinari  | Italie               |
| Arrière                           | 14 | Drapeau des États-Unis           | Gary Harris       | Michigan             |
| Ailier fort                       | 7  | Drapeau des États-Unis           | J.J. Hickson      | North Carolina State |
| Arrière                           | —  | Drapeau des États-Unis           | Sean Kilpatrick   | Cincinnati           |
| Ailier fort, Pivot                | 15 | Drapeau de la Serbie             | Nikola Jokić      | Serbie               |
| Ailier fort                       | 77 | Drapeau de la France             | Joffrey Lauvergne | France               |
| Arrière, Ailier                   | 3  | Drapeau des États-Unis           | Mike Miller       | Floride              |
| Meneur                            | 0  | /                                | Emmanuel Mudiay   | Prime Academy        |
| Meneur                            | 1  | Drapeau des États-Unis           | Jameer Nelson     | St. Joseph's         |
| Ailier, Ailier fort               | —  | Drapeau des États-Unis           | Steve Novak       | Marquette            |
| Pivot                             | 23 | Drapeau de la Bosnie-Herzégovine | Jusuf Nurkić      | Bosnie-Herzégovine   |
| (C) Capitaine - Blessé            |    |                                  |                   |                      |

## Contrats et salaires 2015-2016
| Joueur                 | Poste      | Âge        | Exp        | Contrat                | Salaire 2015-2016 | Fin du contrat |
| ---------------------- | ---------- | ---------- | ---------- | ---------------------- | ----------------- | -------------- |
| Joueurs actuels        |            |            |            |                        |                   |                |
| Darrell Arthur         | PF         | 27         | 7          | 5 754 630 $ sur 2 ans  | 2 814 000 $       | 2017           |
| D. J. Augustin         | PG         | 28         | 7          | 6 000 000 $ sur 2 ans  | 3 000 000 $       | 2016           |
| Will Barton            | SG         | 24         | 3          | 10 599 999 $ sur 3 ans | 3 533 333 $       | 2018           |
| Wilson Chandler        | SF         | 28         | 8          | 46 500 000 $ sur 4 ans | 10 449 438 $      | 2019           |
| Kenneth Faried         | PF         | 26         | 4          | 50 000 000 $ sur 4 ans | 11 235 955 $      | 2019           |
| Danilo Gallinari       | SF         | 27         | 7          | 5 150 000 $ sur 3 ans  | 14 000 000 $      | 2018           |
| Gary Harris            | SG         | 21         | 1          | 4 762 560 $ sur 3 ans  | 1 587 480 $       | 2018           |
| J.J. Hickson           | PF         | 27         | 7          | 16 145 250 $ sur 3 ans | 5 613 500 $       | 2016           |
| Nikola Jokić           | C          | 20         | 0          | 4 075 500 $ sur 3 ans  | 1 300 000 $       | 2019           |
| Sean Kilpatrick        | SG         | 26         | 1          | Contrat de 10 jours    | 49,709 $          | 10 jours       |
| Joffrey Lauvergne      | PF         | 24         | 1          | 5 209 719 $ sur 3 ans  | 1 709 719 $       | 2017           |
| Mike Miller            | SG         | 35         | 15         | 1 499 187 $ sur 1 an   | 947,276 $*        | 2016           |
| Emmanuel Mudiay        | PG         | 19         | 0          | 6 344 040 $ sur 2 ans  | 3 102 240 $       | 2019           |
| Jameer Nelson          | PG         | 33         | 11         | 13 621 575 $ sur 3 ans | 4 345 000 $       | 2018           |
| Steve Novak            | SF         | 32         | 9          | 13 621 575 $ sur 3 ans | 3 750 000 $       | 2016           |
| Jusuf Nurkić           | C          | 21         | 1          | 5 526 000 $ sur 3 ans  | 1 842 000 $       | 2018           |
| Contrat(s) de 10 jours |            |            |            |                        |                   |                |
| Sean Kilpatrick        | SG         | 26         | 1          | -                      | 49,709 $          | -              |
| Joueurs coupés         |            |            |            |                        |                   |                |
| Joey Dorsey            | PF         | 31         | 4          | -                      | 815,421 $         | -              |
| Erick Green            | PG         | 24         | 1          | -                      | 100,000 $         | -              |
| Nick Johnson           | SG         | 22         | 1          | -                      | 845,059 $         | -              |
| Kóstas Papanikoláou    | SF         | 25         | 1          | -                      | 350,000 $         | -              |
| Pablo Prigioni         | PG         | 38         | 3          | -                      | 440,000 $         | -              |
|                        |            |            |            |                        |                   |                |
| Total                  | Total      | Total      | Total      | Total                  | 71 879 839 $      | Différence     |
| Salary Cap             | Salary Cap | Salary Cap | Salary Cap | Salary Cap             | 70 000 000 $      | - 1 879 839 $  |
| Luxury Tax             | Luxury Tax | Luxury Tax | Luxury Tax | Luxury Tax             | 84 700 000 $      | 12 820 161 $   |

- 2016 = Joueur agent libre en fin de saison.
- *Contrat non garanti

## Transferts

### Échanges
| Juillet         | Juillet | Juillet                                                         | Juillet                |
| --------------- | --- | --------------------------------------------------------------- | ---------------------- |
| 20 juillet 2015 | Échange à deux équipes | Échange à deux équipes                                          | Échange à deux équipes |
| 20 juillet 2015 | Vers Nuggets de Denver - Kóstas Papanikoláou - Pablo Prigioni - Joey Dorsey - Nick Johnson - Premier tour de draft 2016 (protégé) | Vers Rockets de Houston - Ty Lawson - Second tour de draft 2017 | [ 2 ]                  |
| Février         | |                                                                 |                        |
| 18 février 2016 | Échange à deux équipes | Échange à deux équipes                                          | Échange à deux équipes |
| 18 février 2016 | Vers Nuggets de Denver - D. J. Augustin - Steve Novak - Deux second tour de draft 2016                                            | Vers Thunder d'Oklahoma City - Randy Foye                       | [ 3 ]                  |

### Joueurs qui re-signent
| Date   | Joueur         | Contrat                                                                   | Référence |
| ------ | -------------- | ------------------------------------------------------------------------- | --------- |
| 7 août | Jameer Nelson  | Contrat de 13 600 000 $ sur 3 ans                                         | [ 4 ]     |
| 7 août | Will Barton    | Contrat de 10 600 000 $ sur 3 ans                                         | [ 4 ]     |
| 7 août | Darrell Arthur | Contrat de 5 750 000 $ sur 2 ans (Option joueur pour la saison 2016-2017) | [ 4 ]     |

#### Options joueur et équipe
| Date       | Joueur       | Option                                                                    |
| ---------- | ------------ | ------------------------------------------------------------------------- |
| 11 octobre | Gary Harris  | Denver exerce son option d'équipe de 1 660 000 $ pour la saison 2016-2017 |
| 11 octobre | Jusuf Nurkić | Denver exerce son option d'équipe de 1 920 000 $ pour la saison 2016-2017 |

### Arrivés

#### Via draft
| Date       | Joueur          | Draft                          | Contrat                                                                         | Provenance                        | Référence |
| ---------- | --------------- | ------------------------------ | ------------------------------------------------------------------------------- | --------------------------------- | --------- |
| 28 juillet | Nikola Jokić    | Draft 2014, Tour 2, choix n°41 | Contrat de 4 080 000 $ sur 3 ans (Option d’équipe pour la saison 2018-2019)     | KK Mega Leks (Serbie)             | [ 5 ]     |
| 31 juillet | Emmanuel Mudiay | Draft 2015, Tour 1, choix n°7  | Contrat de 6 340 000 $ sur 2 ans (Option d’équipe pour les saisons 2017 à 2019) | Guangdong Southern Tigers (Chine) | [ 6 ]     |

#### Via agent libre
| Date         | Joueur          | Contrat                         | Provenance                   | Référence |
| ------------ | --------------- | ------------------------------- | ---------------------------- | --------- |
| 30 septembre | Mike Miller     | Contrat de 1 500 000 $ sur 1 an | Trail Blazers de Portland    | [ 7 ]     |
| 12 janvier   | Sean Kilpatrick | Contrat de 10 jours             | 87ers du Delaware (D-League) | [ 8 ]     |
| 23 janvier   | Sean Kilpatrick | Second contrat de 10 jours      | Nuggets de Denver            | [ 9 ]     |

#### Via Trade
| Date       | Joueur(s) et tour(s) de draft                                                                           | Provenance              |
| ---------- | --- | ----------------------- |
| 20 juillet | Kóstas Papanikoláou Pablo Prigioni Joey Dorsey Nick Johnson Premier tour de draft 2016 (si 15-30)       | Rockets de Houston      |
| 18 février | D. J. Augustin Steve Novak Second tour de draft 2016 Second tour de draft 2016 (de Charlotte, si 31-55) | Thunder d'Oklahoma City |

### Départs

#### Via agent libre
| Date         | Joueur         | Contrat                                                       | Vers ¹                   | Référence |
| ------------ | -------------- | ------------------------------------------------------------- | ------------------------ | --------- |
| 4 août       | Pablo Prigioni | Contrat de 981,000 $ sur 1 an                                 | Clippers de Los Angeles  | [ 10 ]    |
| 14 septembre | Ian Clark      | Contrat de 947,000 $ sur 1 an (Agent libre restreint en 2016) | Warriors de Golden State | [ 11 ]    |

¹ Il s'agit de l’équipe pour laquelle le joueur a signé après son départ, il a pu entre-temps changer d'équipe ou encore de pays.

#### Via Trade
| Date       | Joueur                              | Vers                    |
| ---------- | ----------------------------------- | ----------------------- |
| 20 juillet | Ty Lawson Second tour de draft 2017 | Rockets de Houston      |
| 20 juillet | Randy Foye                          | Thunder d'Oklahoma City |

#### Via Waived
| Date         | Joueur                      | Commentaire                                               |
| ------------ | --------------------------- | --------------------------------------------------------- |
| 12 juillet   | Jamaal Franklin             | Libéré                                                    |
| 20 juillet   | Pablo Prigioni              | Libéré                                                    |
| 18 août      | Joey Dorsey                 | Libéré                                                    |
| 25 septembre | Kóstas Papanikoláou         | Libéré                                                    |
| 15 octobre   | Matt Janning                | Non retenu dans l'équipe après les camps d’entraînements  |
| 24 octobre   | Nick Johnson Devin Sweetney | Non retenus dans l'équipe après les camps d’entraînements |
| 4 novembre   | Erick Green                 | Libéré                                                    |
| 7 janvier    | Kóstas Papanikoláou         | Libéré                                                    |